# サン・ジョルジョ・ピアチェンティーノ
サン・ジョルジョ・ピアチェンティーノ（伊: San Giorgio Piacentino）は、イタリア共和国エミリア＝ロマーニャ州ピアチェンツァ県にある、人口約5,500人の基礎自治体（コムーネ）。

## 地理

### 位置・広がり

#### 隣接コムーネ
隣接するコムーネは以下の通り。
- カルパネート・ピアチェンティーノ
- グロッパレッロ
- ポデンツァーノ
- ポンテ・デッローリオ
- ポンテヌーレ
- ヴィゴルツォーネ

### 気候分類・地震分類
サン・ジョルジョ・ピアチェンティーノにおけるイタリアの気候分類 (it) および度日は、zona E, 2668 GGである。
また、イタリアの地震リスク階級 (it) では、zona 3 (sismicità bassa) に分類される。

## 行政

### 分離集落
サン・ジョルジョ・ピアチェンティーノには、以下の分離集落（フラツィオーネ）がある。
- Case Nuove, Centovera, Corneliano, Godi, Rizzolo, Ronco, San Damiano, Sant'Agata, Tollara, Viustino